# 最高棋士決定戰
最高棋士决定战，是韩国国内围棋比赛，由韩国棋院主办，K围棋负责电视直播，infobell公司提供赞助。冠军奖金7000万韩元，亚军奖金2000万韩元。除此以外，赛事还有对局费。每局，胜者得200万韩元，负者得100万韩元。每方用时2小时，1分钟读秒3次。
首届比赛，由韩国国内等级分前八强棋手组成循环圈，以单循环方式决出前两名进入决赛，决赛采用五番棋决出冠军。首届参赛棋手依等级分高低分别为申真谞、朴廷桓、申旻埈、李东勋、卞相壹、金志锡、姜东润、朴永训。最终申真谞和朴廷桓分别以6胜1负和5胜2负获得决赛权。
赛前，申真谞曾豪言在循环圈全胜出线，但最终输给朴廷桓。
首屆決賽五番棋，申真諝直落三零封朴廷桓，奪得冠軍。